# Сенюк Федір Семенович
Сенюк Федір Семенович (1914, село Клубівці, Тлумацький повіт, Австро-Угорщина — ?, УРСР) — український військово-політичний діяч, член ОУН, провідник підрайону №?? району Тисмениця ОУН, провідник СКВ «Клубівці» №2 з грудня 1945 по літо 1947 року. 

## Життєпис
Народився 1914 року в селі Клубівці Тлумацького повіту.
Закінчив початкову школу. У 1930-х роках брав активну участь у діяльності місцевих культурно-просвітницьких та спортивно-пожежних товариств, таких як руханково-пожежне товариство «Луг», СУПМ імені М. Драгоманова «Каменярі» та читальні товариства «Просвіта».
У цей же період проходив термінову службу у Війську Польському. Після служби одружився та переїхав до дружини в село Юрківка. У 1939 році як мобілізований у лави ЗС Другої Речі Посполитої, брав участь у польсько-німецькій війні. Наприкінці вересня 1939 року потрапив у німецький полон, звідки повернувся у жовтні того ж року. До 1944 року працював на залізничному вокзалі в Станиславові.   
Після повернення радянських військ улітку 1944 року повернувся до села Клубівці та приєднався до складу СКВ «Клубівці» №2 як кулеметник, використовуючи німецький трофейний кулемет MG-42. 
У 1945 році був призначений підрайонним провідником ОУН на Тисменеччині. З грудня того ж року очолив СКВ Клубівців, провівши низку успішних акцій проти радянських внутрішніх військ. Діяльність зосереджувалася в секторі східної Тисмениччини.
Улітку 1947 року зник безвісти.  